# Jorge Enríquez
Jorge Enríquez, född den 8 januari 1991 i Mexicali, Mexiko, är en mexikansk fotbollsspelare som spelar för Liga MX-klubben Club Deportivo Guadalajara. Han tog OS-guld i herrfotbollsturneringen vid de olympiska fotbollsturneringarna 2012 i London. 